# Falopapas
Falopapas, seudónimo de Augusto Turallas (La Plata, Buenos Aires, 1979), es un artista visual
argentino especializado en el arte urbano. Profesor y licenciado en Artes Plásticas por la Universidad Nacional de La Plata (UNLP), ha realizado intervenciones urbanas en distintas ciudades de Argentina y en los Estados Unidos, donde reside y trabaja desde el año 2020 . En 2019, fue declarado «Persona destacada de la cultura» por el Concejo Deliberante de La Plata.

## Biografía
Nacido en la ciudad de La Plata en 1979, Falopapas comenzó a desarrollar su carrera como artista plástico del arte urbano en 2005. Ha realizado muestras individuales, como Retiro Volumen I, en el Sagamore Hotel de South Beach Miami, y participado en los festivales culturales más destacados de Argentina, como Ciudad Alterna (La Plata, 2014), Kings of Arte (Ciudad Autónoma de Buenos Aires, 2015), Provincia Emergente (La Plata, 2017, 2018 y 2019), Ciudad Emergente CABA (2019) o Rock en Baradero (2019). También trabajó en las portadas para la reedición, en vinilo, de los dos primeros álbumes de Andrés Calamaro (Hotel Calamaro y Vida Cruel) y fue el muralista del proyecto «Goteo live session», del rapero argentino Duki.
En 2019, realizó una intervención urbana muralista en el barrio de Crown Heights en Nueva York.
Su estilo está asociado a la estética pop del street-art. Sus murales y pinturas muestran preferencias artísticas en los conceptos de la TV, los cómics y la fotografía rupturista de la década de 1960, en línea con la iconografía de la cultura popular latinoamericana, entendida ésta como una práctica social híbrida.
Trabajó, entre otros, en el taller del fotógrafo Ignacio Gurruchaga, con quien ha realizado varias obras en conjunto, y actualmente reside y trabaja en Miami, Estados Unidos, donde se vinculó profesionalmente con empresas como Globant, Universal Music, Florida Panthers, Ford, Ready Mind,  Amerant Bank , Spotify, Heineken, Inter Miami CF 
entre otras y diversos proyectos del rubro gastronómico.

## Obras
- Víctimas del baile (2013)
- Stalk (2015)[10]
- Sexting (2016)[11]
- Wanted (2018)[12]
- Retiro Volumen I" (2023)[3]